# Pierre Fromont
Cet article concerne l'acteur et directeur artistique. Pour l'universitaire, voir Pierre Fromont (professeur).
Pour les articles homonymes, voir Fromont (homonymie).
Pierre Fromont est un acteur et directeur artistique français, né le 30 juin 1925 à Roubaix, (Nord) et mort le 16 septembre 2015, à Gournay-en-Bray, (Seine-Maritime).

## Biographie

### Carrière
Pierre Fromont, essentiellement présent au théâtre et dans des séries télévisées des années 1960 et 1970, a notamment participé à la série Les Rois maudits ou encore Les Chevaliers du ciel,. Son nom n'apparaît cependant pas toujours au générique, en particulier dans Les Chevaliers du ciel et sa fiche sur le site IMDb ne mentionne pas la série dans sa filmographie.
Il a aussi été très actif dans le doublage de séries anglo-saxonnes telles que Aventures australes (le garde-côte Moss Andrews), Les Têtes brûlées (le mécano Hutch), entre autres mais aussi dans l'animation japonaise comme les séries Albator, Jeanne et Serge ou Olive et Tom,,.
Il était la voix du commentateur dans Olive et Tom et également dans Jeanne et Serge.

### Vie privée
Il est le père de l'actrice Anneliese Fromont.

## Théâtre
- 1948 : J'irai cracher sur vos tombes (adaptation théâtrale) de Boris Vian, mise en scène Alfred Pasquali, théâtre Verlaine
- 1949 : Les Amants d'Argos de Jean-Claude Eger, mise en scène René Rocher, théâtre Verlaine
- 1953 : Le Dindon de Georges Feydeau, mise en scène Jean Meyer, théâtre des Célestins
- 1959 : Le Vélo devant la porte adaptation Marc-Gilbert Sauvajon d'après Desperate Hours de Joseph Hayes, mise en scène Jean-Pierre Grenier, théâtre Marigny
- 1961 : Un rossignol chantait  de Robert Lamoureux, mise en scène Jean Marais, Théâtre des Célestins (Lyon)
- 1965 : Comme un oiseau de Ronald Millar et Nigel Balchin, mise en scène Sacha Pitoëff, théâtre Antoine
- 1974 : Valses de Vienne, musique Johann Strauss I et Johann Strauss II, mise en scène Maurice Lehmann, théâtre du Châtelet

## Filmographie
Filmographie partielle de Pierre Fromont :

### Cinéma
- 1948 : Aux yeux du souvenir de Jean Delannoy
- 1948 : Scandale de René Le Hénaff
- 1951 : Nez de cuir de Yves Allégret
- 1952 : Deux de l'escadrille de Maurice Labro
- 1952 : Nous sommes tous des assassins d'André Cayatte
- 1952 : Le Rideau rouge d'André Barsacq
- 1955 : Des gens sans importance de Henri Verneuil : Brégier, un routier
- 1955 : Sophie et le Crime de Pierre Gaspard-Huit : un inspecteur
- 1955 : Le Long des trottoirs de Léonide Moguy : Monsieur Roger
- 1957 : Police judiciaire de Maurice de Canonge : Loubier
- 1960 : Colère froide d'André Haguet et Jean-Paul Sassy : Lambert
- 1960 : L'espionne sera à Nouméa de Georges Péclet
- 1964 : Au pays des Skipétars de Robert Siodmak : Henry Galingré
- 1965 : Objectif 500 millions de Pierre Schoendoerffer : le commandant
- 1982 : L'Honneur d'un capitaine de Pierre Schoendoerffer : le général Garnier

### Télévision
- 1958 : Les Cinq Dernières Minutes, épisode La Clé de l'énigme de Claude Loursais : Philippe
- 1972 : La Mort d'un champion d'Abder Isker (téléfilm) : Xavier Delmotte
- 1972 : Les Rois maudits de Claude Barma (feuilleton)
- 1973 : Le Drakkar de Jacques Pierre (téléfilm)
- 1974 : Au théâtre ce soir : Giliane ou Comme un oiseau de Ronald Millar et Nigel Balchin, mise en scène Grégoire Aslan, réalisation Georges Folgoas, théâtre Marigny
- 1974 : Président Faust de Jean Kerchbron
- 1975 : Au théâtre ce soir : La Rabouilleuse d'Émile Fabre d'après Honoré de Balzac, mise en scène Robert Manuel, réalisation Pierre Sabbagh, théâtre Édouard VII
- 1977 : Dossier danger immédiat (Épisode "L'affaire Martine Desclos") de Claude Barma
- 1977 : Au théâtre ce soir : Enquête à l'italienne de Jacques de La Forterie, mise en scène Daniel Crouet, réalisation Pierre Sabbagh, théâtre Marigny
- 1982 : Médecins de nuit d' Emmanuel Fonlladosa, épisode : Quingaoshu (série télévisée)
- 1985 : Rancune tenace d'Emmanuel Fonlladosa (série)
- 1986 : Demain l'amour d'Emmanuel Fonlladosa

## Doublage (liste partielle)
- 1950 : Le Chevalier du stade : Ed Guyac (Dick Wesson)
- 1966 : Le Voyage fantastique : le capitaine Bill Owens
- 1968-1973 : Mission impossible : une des voix de Willy (Peter Lupus)
- 1972 : La Clinique en folie : le sergent Hoyt (Richard Hoyt)
- 1974 : Contre une poignée de diamants : Sollars, le collaborateur de Harper[Qui ?]
- 1975-1998 : Inspecteur Derrick : Willy Berger (Willy Schäfer)
- 1975 : Starsky et Hutch : un policier
- 1977 : Héros : le recruteur de l'armée (Al Ruban)
- 1978-1979 : Albator : Maris, Bebop (le robot), Tolus
- 1978 : Du feu dans le ciel : Paul Gilliam (Lloyd Bochner)
- 1980 : The Blues Brothers : le policier Daniel (Armand Cerami)
- 1986 : Aladdin : le sergent O'Connor (Fred Buck)
- 1987 : Jeanne et Serge : le commentateur
- 1988 : Olive et Tom : le commentateur